# Almond Blossom Cross Country
L'Almond Blossom Cross Country est une compétition de cross-country se déroulant tous les ans, en mars, à Albufeira, au Portugal. Disputée pour la première fois en 1977, l'épreuve fait partie du circuit mondial IAAF de cross-country.

## Palmarès
| Édition | Année | Vainqueur homme            | Temps       | Vainqueur femme           | Temps       |
| ------- | ----- | -------------------------- | ----------- | ------------------------- | ----------- |
| 1re     | 1977  | Carlos Lopes (POR)         | ?           | —                         | —           |
| 2e      | 1978  | Greg Meyer (USA)           | 29 min 44 s | Rosa Mota (POR)           | ?           |
| 3e      | 1979  | Frank Zimmermann (GER)     | 30 min 9 s  | Penny Yule (GBR)          | 13 min 19 s |
| 4e      | 1980  | Fernando Mamede (POR)      | 28 min 44 s | Wendy Smith (GBR)         | 13 min 2 s  |
| 5e      | 1981  | Fernando Mamede (POR)      | 31 min 4 s  | Wendy Smith (GBR)         | ?           |
| 6e      | 1982  | Christoph Herle (GER)      | 30 min 3 s  | Aurora Cunha (POR)        | 13 min 20 s |
| 7e      | 1983  | Fernando Mamede (POR)      | ?           | Aurora Cunha (POR)        | ?           |
| 8e      | 1984  | Frank Zimmermann (GER)     | ?           | Aurora Cunha (POR)        | ?           |
| 9e      | 1985  | António Leitão (POR)       | ?           | Rosa Mota (POR)           | ?           |
| 10e     | 1986  | António Leitão (POR)       | ?           | Ruth Partridge (GBR)      | ?           |
| 11e     | 1987  | Vincent Rousseau (BEL)     | ?           | Ria Van Landeghem (BEL)   | ?           |
| 12e     | 1988  | José Regalo (POR)          | 30 min 2 s  | Angela Tooby (GBR)        | 20 min 1 s  |
| 13e     | 1989  | José Regalo (POR)          | 23 min 42 s | Albertina Dias (POR)      | 16 min 46 s |
| 14e     | 1990  | Dionísio Castro (POR)      | 29 min 39 s | Jeanne-Marie Pipoz (SUI)  | 20 min 6 s  |
| 15e     | 1991  | Richard Chelimo (KEN)      | 30 min 5 s  | Catherina McKiernan (IRL) | 20 min 4 s  |
| 16e     | 1992  | Fita Bayisa (ETH)          | 29 min 6 s  | Luchia Yishak (ETH)       | 19 min 37 s |
| 17e     | 1993  | Ondoro Osoro (KEN)         | 29 min 0 s  | Tegla Loroupe (KEN)       | 19 min 48 s |
| 18e     | 1994  | Ondoro Osoro (KEN)         | 29 min 10 s | Catherina McKiernan (IRL) | 19 min 34 s |
| 19e     | 1995  | Paulo Guerra (POR)         | 29 min 21 s | Gabriela Szabo (ROU)      | 19 min 31 s |
| 20e     | 1996  | Emerson Iser Bem (BRA)     | 29 min 58 s | Gabriela Szabo (ROU)      | 19 min 45 s |
| 21e     | 1997  | Thomas Nyariki (KEN)       | 28 min 41 s | Elena Fidatov (ROU)       | 19 min 31 s |
| 22e     | 1998  | Thomas Nyariki (KEN)       | 29 min 30 s | Julia Vaquero (ESP)       | 19 min 25 s |
| 23e     | 1999  | Thomas Nyariki (KEN)       | 29 min 39 s | Zahra Ouaziz (MAR)        | 19 min 31 s |
| 24e     | 2000  | Charles Kamathi (KEN)      | 29 min 34 s | Gete Wami (ETH)           | 19 min 46 s |
| 25e     | 2001  | Patrick Ivuti (KEN)        | 20 min 34 s | Lydia Cheromei (KEN)      | 19 min 48 s |
| 26e     | 2002  | Thomas Nyariki (KEN)       | 29 min 48 s | Berhane Adere (ETH)       | 19 min 49 s |
| 27e     | 2003  | Patrick Ivuti (KEN)        | 29 min 33 s | Fernanda Ribeiro (POR)    | 20 min 12 s |
| —       | 2004  |                            | —           |                           | —           |
| 28e     | 2005  | Moses Mosop (KEN)          | 27 min 49 s | Nancy Kiprop (KEN)        | 19 min 35 s |
| 29e     | 2006  | Peter Kamais (KEN)         | 28 min 1 s  | Jeļena Prokopčuka (LAT)   | 19 min 32 s |
| 30e     | 2007  | Serhiy Lebid (UKR)         | 29 min 15 s | Dorcus Inzikuru (UGA)     | 19 min 27 s |
| 31e     | 2008  | Josphat Menjo (KEN)        | 29 min 8 s  | Mariya Konovalova (RUS)   | 19 min 3 s  |
| 32e     | 2009  | Josphat Menjo (KEN)        | 31 min 1 s  | Jeļena Prokopčuka (LAT)   | 19 min 30 s |
| 33e     | 2010  | Mark Bett (KEN)            | 35 min 22 s | Ana Dulce Félix (POR)     | 26 min 9 s  |
| 34e     | 2011  | Josphat Menjo (KEN)        | 30 min 21 s | Anikó Kálovics (HUN)      | 19 min 38 s |
| 35e     | 2012  | Josphat Menjo (KEN)        | 35 min 40 s | Goretti Chepkoech (KEN)   | 26 min 5 s  |
| 36e     | 2013  | Manuel Damião (POR)        | 29 min 19 s | Goretti Chepkoech (KEN)   | 19 min 16 s |
| 37e     | 2014  | Mohamed Moustaoui (MAR)    | 29 min 13 s | Hiwot Ayalew (ETH)        | 20 min 15 s |
| 38e     | 2015  | Roman Prodius (MDA)        | 24 min 18 s | Dominika Nowakowska (POL) | 14 min 51 s |
| 39e     | 2016  | Nelson Cruz (CPV)          | 30 min 43 s | Carla Salomé Rocha (POR)  | 34 min 9 s  |
| 40e     | 2017  | Yemaneberhan Crippa (ITA)  | 30 min 4 s  | Irene Cheptai (KEN)       | 20 min 18 s |
| 41e     | 2018  | Soufiane El Bakkali (MAR)  | 28 min 13 s | Carla Salomé Rocha (POR)  | 20 min 44 s |
| 42e     | 2019  | Jacob Kiplimo (UGA)        | 29 min 0 s  | Fancy Cherono (KEN)       | 20 min 15 s |
| 43e     | 2020  | Davis Kiplangat (KEN)      | 27 min 11 s | Lydia Lagat (KEN)         | 20 min 20 s |
| 44e     | 2021  | Thierry Ndikumwenayo (BDI) | 25 min 22 s | Likina Amebaw (ETH)       | 22 min 42 s |
| 45e     | 2022  | Rodrigue Kwizera (BDI)     | 24 min 21 s | Rahel Daniel (ERI)        | 21 min 9 s  |
| 46e     | 2023  | Yann Schrub (FRA)          | 25 min 17 s | Likina Amebaw (ETH)       | 21 min 35 s |
| 47e     | 2024  | Thierry Ndikumwenayo (ESP) | 27 min 18 s | Likina Amebaw (ETH)       | 30 min 45 s |